# 問屋町 (青森市)
問屋町（とんやまち）は青森市の地名である。一丁目と二丁目がある。郵便番号は030-0131。

## 地理
卸売業の商業団地であり、青森市の市街地南部に位置する。

## 歴史

### 沿革
- 1969年（昭和44年）6月 - 青森総合卸センター起工
- 1970年（昭和45年）10月 - 青森総合卸センター完成[4]
- 1982年（昭和57年）11月1日 - 住居表示事業により、住所が変更された。

### 町名の変遷
| 実施後       | 実施年月日    | 実施前                                                                                         |
| ------------ | ------------- | ---------------------------------------------------------------------------------------------- |
| 問屋町一丁目 | 1982年11月1日 | 八ツ役字矢作、八ツ役字芦谷、横内字泉川、野尻字平岡の各一部                                     |
| 問屋町二丁目 | 1982年11月1日 | 横内字泉川、横内字神田、野尻字平岡、野尻字今田、新町野字幾田、新町野字岡部、牛館字松枝の各一部 |

## 世帯数と人口
2022年（令和4年）9月1日現在の世帯数と人口は以下の通りである。
| 町丁        | 世帯数  | 人口  |
| ----------- | ------- | ----- |
| 問屋町1丁目 | 229世帯 | 309人 |
| 問屋町2丁目 | 44世帯  | 86人  |
| 計          | 273世帯 | 395人 |

## 小・中学校の学区
市立小・中学校に通う場合、学区は以下の通りとなる。
| 番地 | 小学校             | 中学校             |
| ---- | ------------------ | ------------------ |
| 全域 | 青森市立横内小学校 | 青森市立横内中学校 |

## 交通

### 鉄道
町内に鉄道駅はない。

### バス
- 青森市営バス問屋町線が通る。

### 道路
- 国道103号 - この地域の東端を南北に通る。
- 青森県道27号青森浪岡線 - この地域の西端を通る。

## 主な施設
- 問屋町簡易郵便局
- 青森みちのく銀行問屋町支店
- 協同組合　青森総合卸センター
- はまなす会館
- 大星神社